# Cadre-71/2-Weltmeisterschaft 1938

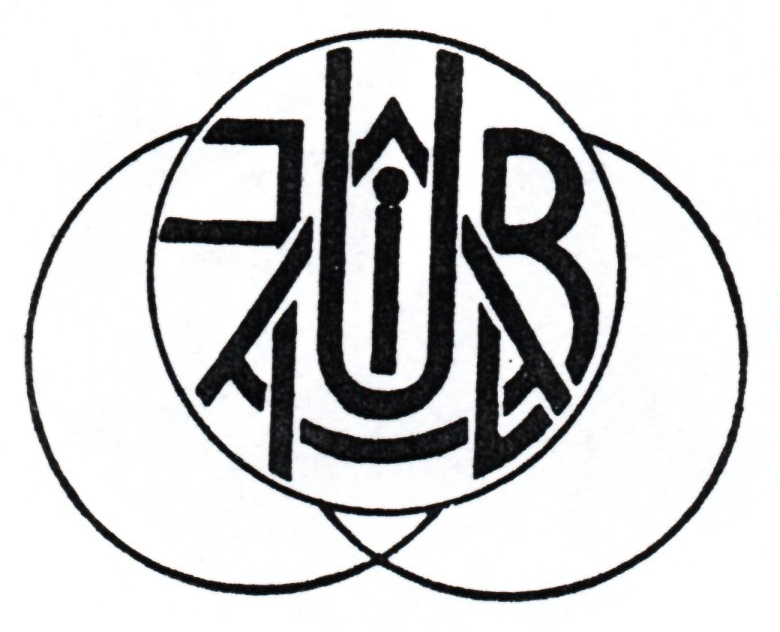
Logo UIFAB (ausrichtender Verband)

Veranstaltungsort: Lyon

Die Cadre-71/2-Weltmeisterschaft 1938 war die neunte Cadre 71/2 Weltmeisterschaft. Das Turnier fand vom 17. bis zum 20. März 1938 in Lyon statt. Es war die siebte Cadre-71/2-Weltmeisterschaft in Frankreich.

## Geschichte
Der Serienmeister der letzten Jahre, Gustave van Belle,  musste sich 1938 nach einer Stichpartie geschlagen geben. Der Franzose Constant Côte sicherte sich erstmals nach zwei Zweiten und zwei dritten Plätzen den Titel. In der Endrunde verlor Côte nur gegen seinen Landsmann Louis Chassereau. Van Belle verlor gegen Côte auch in der Endrunde mit 187:300 in 17 Aufnahmen. Somit war der Franzose verdienter Sieger dieser 9. Cadre 71/2 Weltmeisterschaft.

## Turniermodus
Es wurde eine Finalrunde im Round Robin System bis 300 Punkte gespielt. Bei MP-Gleichstand, außer Platz eins und zwei, wird in folgender Reihenfolge gewertet:
1. MP = Matchpunkte
2. GD = Generaldurchschnitt
3. HS = Höchstserie

## Abschlusstabelle

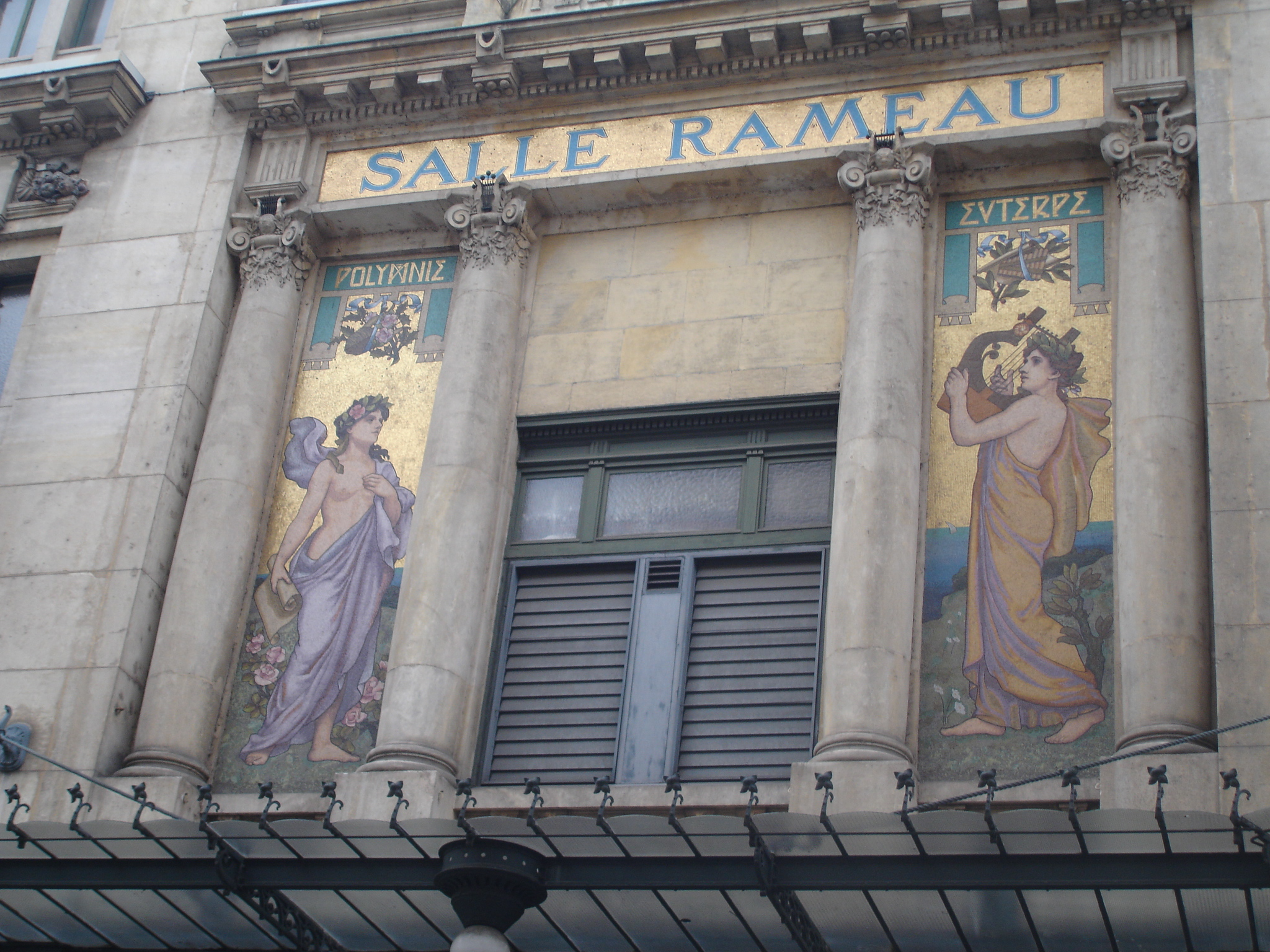
Fassade Salle Rameau

| MP    | Match Points (Sieger = 2; Unentschieden = 1; Verlierer = 0) |
| Pkte. | Erzielte Karambolagen                                       |
| Aufn. | Benötigte Versuche                                          |
| GD    | Generaldurchschnitt                                         |
| BED   | Bester Einzeldurchschnitt eines Spielers                    |
| HS    | Höchstserie                                                 |
|       | Bester GD des Turniers                                      |
|       | Bester ED des Turniers                                      |
|       | Beste HS des Turniers                                       |
|       | 1. Platz (Gold)                                             |
|       | 2. Platz (Silber)                                           |
|       | 3. Platz (Bronze)                                           |

| Platz                                       | Name              | MP   | Pkte. | Aufn. | GD    | BED   | HS  |
| ------------------------------------------- | ----------------- | ---- | ----- | ----- | ----- | ----- | --- |
| 1                                           | Constant Côte     | 12:2 | 2037  | 155   | 13,14 | 17,64 | 126 |
| 2                                           | Gustave van Belle | 12:2 | 1987  | 181   | 10,97 | 20,00 | 98  |
| 3                                           | Louis Chassereau  | 8:6  | 1888  | 164   | 11,51 | 15,78 | 89  |
| 4                                           | Joseph Baudart    | 8:6  | 1844  | 185   | 9,96  | 14,28 | 109 |
| 5                                           | Alfredo Ferraz    | 6:8  | 1761  | 177   | 9,94  | 15,78 | 74  |
| 6                                           | Jan Dommering     | 6:8  | 1863  | 197   | 9,45  | 14,28 | 71  |
| 7                                           | Walter Joachim    | 4:10 | 1700  | 207   | 8,21  | 9,37  | 57  |
| 8                                           | Werner Sorge      | 0:14 | 1425  | 190   | 7,50  | –     | 52  |
| Turnierdurchschnitt: 9,96                   |                   |      |       |       |       |       |     |
| Stichpartie                                 |                   |      |       |       |       |       |     |
| -                                           | Constant Côte     | 2:0  | 300   | 22    | 13,63 | 13,63 | 46  |
| -                                           | Gustave van Belle | 0:2  | 166   | 22    | 7,54  | –     | 45  |
| nach Stichpartie                            |                   |      |       |       |       |       |     |
| 1                                           | Constant Côte     | 14:2 | 2337  | 177   | 13,20 | 17,64 | 126 |
| 2                                           | Gustave van Belle | 12:4 | 2153  | 203   | 10,60 | 20,00 | 98  |
| Turnierdurchschnitt: 9,98 (mit Stichpartie) |                   |      |       |       |       |       |     |